# Verkehrsamt der verwüsteten Gebiete in Westflandern
| Verkehrsamt der verwüsteten Gebiete in Westflandern Exploitation des Transports des Régions Dévastées, ETRD | Verkehrsamt der verwüsteten Gebiete in Westflandern Exploitation des Transports des Régions Dévastées, ETRD |
| --- | --- |
| Feldbahnnetz in den verwüsteten Gebieten von Westflandern, Dez. 1919                                        | |
| Streckenlänge:                                                                                              | 700 km |
| Spurweite:                                                                                                  | 600 mm (Schmalspur)                                                                                         |
| | |

Das Verkehrsamt der verwüsteten Gebiete in Westflandern (flämisch: Vervoerdienst der Verwoeste Gewesten, französisch: Exploitation des Transports des Régions Dévastées, ETRD) betrieb in der Nachkriegszeit des Ersten Weltkriegs in Westflandern 260 Straßenfahrzeuge und ein 700 km langes Feldbahnnetz mit einer Spurweite von 600 mm.

## Geschichte
Beim Wiederaufbau der während des Ersten Weltkriegs zerstörten Gebiete in Westflandern war der Transport von Baumaterial keine leichte Aufgabe, da die zerstörte Infrastruktur viele Probleme verursachte. Um dies zu lösen, hat der staatliche Dienst der Verwoeste Gewesten (DVG) das Verkehrsamt der verwüsteten Gebiete in Westflandern eingerichtet, das auf Französisch Exploitation des Transports des Régions Dévastées, ETRD genannt wird.
Das Transportamt übernahm im Herbst 1919 das von britischen und belgischen Streitkräften errichtete Feldbahnnetz vom Kriegsministerium. Es hatte seinen Sitz in Roeselare und Zweigstellen in Vlamertinge, Veurne, Sint-Idesbald und Menen. Es war vom 9. April 1919 bis zum 19. August 1926 tätig und unterstand nacheinander dem Innenministerium, dem Ministerium für Staatsverwaltung (dem späteren Wirtschaftsministerium) und dem Landwirtschaftsministerium.
Das Transportamt verlieh Fahrzeuge und Ausrüstung an Organisationen und Privatpersonen. Es stellte ab Januar 1920 den Ziegelherstellern Decauville-Material zur Verfügung, wenn diese sich diesbezüglich an den Vorstand des Transportdienstes (ETRD) in der Spanjestraat 56 in Roeselare wandten. Auf dem Höhepunkt seiner Tätigkeit besaß es 87 Dampf- und 69 Motorlokomotiven, 1974 Feldbahnwagen und ein 700 km langes Netz von Feld- und Schmalspurbahnen sowie Decauville-Gleisjochen.

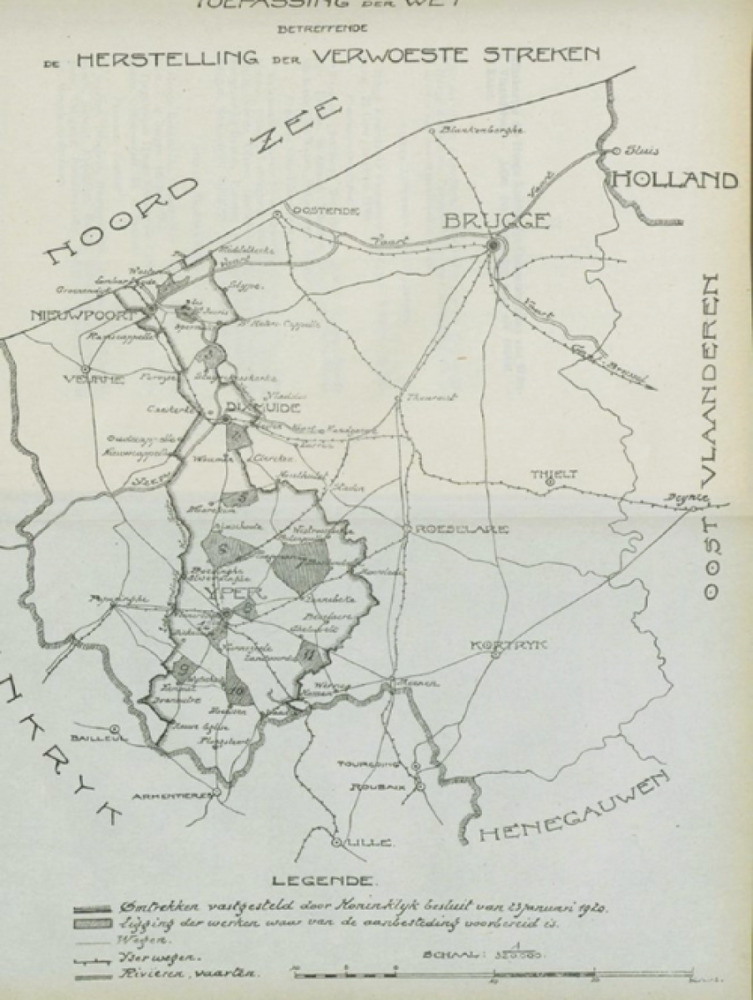
Landkarte der verwüsteten Gebiete, 23. Januar 1920

Im Herbst 1919 verfügte das Transportamt bereits über 260 Lastwagen und Zugmaschinen für den Straßentransport. Trotz dieser Bemühungen führten die zerstörte Infrastruktur und das riesige Transportaufkommens zu Herausforderungen, unter anderem mussten zwischen dem 1. Januar 1920 und dem 30. Juni 1922 z. B. sechs Milliarden Ziegelsteine geliefert werden. In einem Schreiben vom 25. Mai 1922 forderte der Transportdienst das Bauunternehmen Batteauw, Van Overmeire & Devos aus Oudenaarde auf, die von ihm gepachtete Decauville-Bahn auf einer neuen Trasse zu verlegen, da der britische Militärfriedhofsdienst den Soldatenfriedhof Bedford House dauerhaft anlegen wollte, wobei die Bahnlinie ein Hindernis darstellte.
Im Januar 1925, als der Wiederaufbau fast abgeschlossen war, wurde die Ausrüstung an die Armee und andere Interessenten weiterverkauft, da sich die örtlichen Bauunternehmer über unlauteren Wettbewerb beschwerten. Mehrere Gemeinden haben durch die Vermittlung des Transportamts Decauville-Gleise und -Wagen erhalten.

## Schienenfahrzeuge

### Dampflokomotiven
| Antrieb | Hersteller | Leistung | Herkunft                            | Anzahl |
| ------- | ---------- | -------- | ----------------------------------- | ------ |
| Dampf   | Deutsche   | 30 PS    | Beschaffungsamt (Inzamelingsdienst) | 29     |
| Dampf   | Péchot     | 30 PS    | Belgische Armee                     | 3      |
| Dampf   | Baldwin    | 45 PS    | Belgische Armee                     | 2      |
| Dampf   | Baldwin    | 45 PS    | Britische Armee                     | 24     |
| Dampf   | Cooke      | 45 PS    | Britische Armee                     | 12     |
| Dampf   | Barclay    | 20 PS    | Britische Armee                     | 17     |
|         |            |          | Summe:                              | 87     |

### Motorlokomotiven
| Antrieb       | Hersteller        | Leistung | Herkunft        | Anzahl |
| ------------- | ----------------- | -------- | --------------- | ------ |
| Benzol/Benzin | Overland          | 15 PS    | Belgische Armee | 5      |
| Benzol/Benzin | Simplex           | 20 PS    | Belgische Armee | 2      |
| Benzol/Benzin | Simplex           | 20 PS    | Britische Armee | 37     |
| Benzol/Benzin | Simplex           | 40 PS    | Britische Armee | 2      |
| Benzol/Benzin | Simplex           | 40 PS    | Belgische Armee | 8      |
| Benzol/Benzin | Benzin-elektrisch | 45 PS    | Britische Armee | 15     |
|               |                   |          | Summe:          | 69     |

### Güterwagen
| Herkunft                                                | Nutzlast pro Wagen | Anzahl | Gesamtnutzlast |
| ------------------------------------------------------- | ------------------ | ------ | -------------- |
| Beschaffungsamt (Inzamelingsdienst) und Belgische Armee | 1 t                | 250    | 250 t          |
| Beschaffungsamt und Belgische Armee                     | 2 t                | 75     | 150 t          |
| Beschaffungsamt und Belgische Armee                     | 3,5 t              | 109    | 380 t          |
| Beschaffungsamt                                         | 3,5 t              | 111    | 388 t          |
| Beschaffungsamt                                         | 5 t                | 359    | 1795 t         |
| Britische Armee                                         | 3,5 t              | 188    | 658 t          |
| Britische Armee                                         | 9 t                | 11     | 99 t           |
| Britische Armee                                         | 9 t                | 746    | 6714 t         |
| Belgische Armee                                         | 8 t                | 21     | 168 t          |
| Belgische Armee                                         | 9 t                | 50     | 450 t          |
|                                                         | Summe:             | 1974   | 11.352 t       |

### Tankwagen
| Herkunft        | Volumen pro Wagen | Anzahl | Gesamtvolumen |
| --------------- | ----------------- | ------ | ------------- |
| Belgische Armee | 8000 ℓ            | 2      | 16.000 ℓ      |
| Britische Armee | 6500 ℓ            | 16     | 104.000 ℓ     |
| Beschaffungsamt | 5000 ℓ            | 36     | 180.000 ℓ     |

## Gleise
Bei der Inventur vom Oktober 1920 wurden folgende Streckenlängen aufgelistet:
- In Betrieb befindliche Strecken: 445 km
- Vermietete Strecken: 120 km
- Zu demontierende Strecken: 100 km
- Neu zu verlegende Strecken: 14 km
- Gleise auf Lager auf dem Lagerplatz: 21 km
  - Summe: 700 km